# 머리스 체임벌린
머리스 체임벌린(Marise Chamberlain, 1935년 12월 5일 ~ 2024년 11월 5일)은 뉴질랜드의 여자 육상 선수이자, 포환 던지기 선수이다.